# Papirus 89
Papirus 89 (według numeracji Gregory-Aland), oznaczany symbolem {\displaystyle {\mathfrak {P}}^{89}} – grecki rękopis Nowego Testamentu, spisany w formie kodeksu na papirusie. Paleograficznie datowany jest na IV wiek. Zawiera fragmenty Listu do Hebrajczyków.

## Opis
Zachowały się tylko fragmenty Listu do Hebrajczyków (6,7-9.15-17).

## Tekst
Tekst fragmentu jest zbyt krótki, by móc ustalić jaką  tradycję tekstualną reprezentuje. Kurt Aland nie zaklasyfikował go do żadnej kategorii.

## Historia
Tekst rękopisu opublikowany został przez Rosario Pintaudi w 1981 roku. Aland umieścił go na liście rękopisów Nowego Testamentu, w grupie papirusów, dając mu numer 89.
Rękopis datowany jest przez INTF na IV wiek.
Jest cytowany w krytycznych wydaniach Nowego Testamentu (NA27, UBS4).
Obecnie przechowywany jest w Bibliotece Laurenziana (PL III/292) we Florencji.